# 벨로모르스키군

벨로모르스키군(러시아어: Беломорский район, 핀란드어: Belomorskin piiri, Sorokan piiri)은 카렐리야 공화국북동쪽에 위치한 군이다. 중심지는 벨로모르스크(1만2,604명, 2005년)이다.

## 지리
군면적은 13,0 평방 km2이다. 군 면적의 대부분을 삼림이 차지하고 있다.

## 인구
인구는 2만3,058명이다(2005년 1월 1일). 도시 인구는 1만2,604명(55%)이고, 마을 인구는 1만454명(45%)이다.
1인당 인구밀도는 1km2당 1,77이다.
소수 민족:
- 러시아인
- 카렐리야인
- 벨라루스인
- 우크라이나인